# الجوامعة (قبيلة)
الجوامعة  قبيلة سودانية عربية تقطن وسط السودان إقليم كردفان وهي فرع من فروع قبيلة الجعليين إذ يرجع نسب القبيلة إلى إبراهيم جعل العباسي الهاشمي، تمتد ديار الجوامعة في رقعة جغرافية واسعة من السودان تبدأ من محلية شيكان غرباً إلى قرية الصويمة شرقاً ومن محلية تقلي جنوباً حتى محلية بارا شمالاً، وتتكون نظارة الجوامعة من سبع وثلاثين عمودية منها ثلاث عموديات للبزعة وخمس للهبانية وواحدة للقديات غرب الرهد ويرجع أصلهم للمسبعات كما توجد عمودية للضُباب غرب جبل الداير وتوجد أيضاً داخل النظارة عمودية للنوبة جنوب جبل الداير فتصبح عموديات الجوامعة ستاً وعشرين عمودية.

## نسب القبيلة
يرجع نسب القبيلة إلى جامع بن غانم بن حميدان بن صبح أبو مرخة بن مسمار بن سرار بن حسن كردم بن أبو الديس بن قضاعة بن عبد الله حرقان بن مسروق بن أحمد بن إبراهيم جعل بن إدريس بن قيس بن يمن بن عدنان بن قصاص بن كرب بن محمد هاطل بن أحمد ياطل بن محمد ذو الكلاع بن سعد بن الفضل بن العباس بن محمد بن علي بن عبد الله بن العباس بن عبد المطلب بن هاشم .

## تاريخ
أشار المؤرخون بدور الجوامعة في الثورة المهدية و منهم من قال لولا الجوامعة لما قامت المهدية في كردفان فقد حرروا التيارة ومنطقة بارا من الأتراك وحاصرو الأبيض بقيادة الفكي المنا والأمير رحمة ود منوفل الذي هزم حملة ابو كوكة في منطقة أم دم، كذلك الامراء الذين أوردهم المؤرخون في معارك شيكان و كرري والقلابات أمثال ضوينا الجامعي والأمير موسي الأحمر والأمير دودية والأمير فرج الله والأمير الشامي أمير سجون المهدية وآدم الجمري واخرون، أما في الحركات الوطنية والاستقلال فهنالك يحي ود الناظر أحمد عمر وأحمد رحمة منوفل و سليمان داؤد ممن شلركو في ثورة 1924 وحكومو اما الزعيم مكي المنا فقاد إضراب كلية غردون عام1936 كان رئيس الطلاب وقتها ومن ابنائها عبد الماجد حامد خليل الذي وصل الي النائب الاول في حكومة المشير جعفر النميري .

## بطون القبيلة
بطون قبيلة الجوامعة التي ذكرها المؤرخون أحد عشرة فرعًا هي :
- الجمرية
- الفضيلية
- الجعفرية
- أولاد بيكا
- أولاد مرنج
- الحرانية
- السريحات
- الغنيمية
- أولاد زيدان
- الجماملة
- الطريفية

## من أشهر عادات القبيلة
هناك بعض المهارات أو العادات التي إشتهرت بها قبيلة الجوامعة وأهمها هي ضرب النحاس وهي عِبارة عن دائرة كبيرة مجوفة مصنوعة من النحاس تُغلف من الأعلى بالجلد المدبوغ ويتم شد الجلد جيدًا؛ تلك المهارة تُعدّ من أكثر المهارات التاريخية عند القبيلة، حيثُ يتوارثونها الزعماء والحكام للأبناء والأحفاد من المكوك، والعُمد، والمشايخ، إذ تُعدّ بمثابة تقديس كان قديمًا لا يُقرغ إلا للحرب ولزيادة حماس المُحاربين  ، و رمز الرويكب يعتبر رمز للقبيلة  ،
إشتهرت  قبيلة الجوامعة بإنتاج الصمغ العربي فهم ينُتجونه من قبل الحِقبة التركية الي يومنا هذا بخلاف السمسم الذي اشتهرت به مدينة أم روابة-أكبر ديار الجوامعة- والكركدي كذلك ما أشتهرت به .
1. ↑  https://web.archive.org/web/20181031091212/http://bani-alabbas.com/articles.php?action=show&id=29
2. ↑  https://trend.nl7za.com/m/qabayil/what-is-the-origin-of-the-jawaama-tribe/
3. ↑  https://kenanaonline.com/users/omdekaeka/posts/732118
4. ↑  https://www.roy2a.com/family/qabila/%D9%81%D8%B1%D9%88%D8%B9-%D9%82%D8%A8%D9%8A%D9%84%D8%A9-%D8%A7%D9%84%D8%AC%D9%88%D8%A7%D9%85%D8%B9%D8%A9-%D8%A7%D9%84%D8%B3%D9%88%D8%AF%D8%A7%D9%86%D9%8A%D8%A9-%D9%88%D8%A3%D8%B5%D9%84%D9%87%D9%85/
5. ↑  https://kenanaonline.com/users/omdekaeka/posts/732118